# 8441 Lapponica
8441 Lapponica è un asteroide della fascia principale. Scoperto nel 1977, presenta un'orbita caratterizzata da un semiasse maggiore pari a 2,1905180 au e da un'eccentricità di 0,1384350, inclinata di 4,99075° rispetto all'eclittica.
L'asteroide è dedicato alla pittima minore, il cui nome scientifico è Limosa lapponica.